# Exhumed
Exhumed (PowerSlave negli Stati Uniti, Seireki 1999: Pharaoh no Fukkatsu in Giappone) è uno sparatutto in prima persona realizzato nel 1996 da Lobotomy Software. Il gioco è uscito per Sega Saturn, PlayStation e Personal Computer.

## Trama
Il gioco è ambientato in Egitto, nella città di Karnac, verso la fine del XX secolo. Il centro e stato preso d'assedio da misteriose entità; il giocatore impersona un membro di una squadra di forze speciali inviate ad indagare sull'accaduto.

## Modalità di gioco
Come nei classici sparatutto in prima persona, il giocatore affronterà una serie di nemici dall'ambientazione tipica come mummie, scorpioni e spiriti maligni. Accanto ad armi convenzionali del genere, che si ricaricano con la mana, ci sono anche dei power-up magici.

## Versioni
La versione PC del gioco, realizzata dopo quella per console, presenta diverse differenze: a partire dal motore grafico utilizzato, il BUILD, passando per diversi elementi grafici e di gameplay. Ad esempio, se nelle versioni console i livelli sono affrontabili in ordine casuale grazie a un sistema a hub, nella versione PC sono invece disposti uno dopo l'altro. 
La versione PC doveva essere pubblicata da 3D Realms, sviluppatore del motore grafico, con il titolo Ruins: Return of the Gods; in seguito i diritti sono stati ceduti a Playmates Interactive.